# Coacalco de Berriozábal
Coacalco de Berriozábal är en kommun i Mexiko. Den ligger i delstaten Mexiko, i den centrala delen av landet, 23 km norr om huvudstaden Mexico City. Coacalco de Berriozábal tillhör Mexico Citys storstadsområde. Huvudorten i kommunen är San Francisco Coacalco. Coacalco de Berriozábal hade sammanlagt 278 064 invånare vid folkmätningen 2010.